# Ligas Provinciales de Fútbol del Perú
Las Ligas Provinciales del Perú son una etapa de la Copa Perú, la etapa siguiente de las ligas distritales que anualmente sacan a un campeón y subcampeón distrital para que compitan en este certamen que es organizado por cada federación en las diferentes provincias. Los equipos campeones y subcampeones provinciales pasan a la etapa departamental, donde compiten los equipos de las diferentes provincias del mismo departamento. Los campeones y subcampeones departamentales pasan a la etapa nacional, donde compiten con equipos de todo el país. El equipo campeón asciende a la Primera División del Perú y el subcampeón a la Segunda División del Perú.
Algunas provincias compiten en departamentos a los que no pertenecen políticamente. Esto se da por cercanía geográfica y rentabilidad económica de los clubes participantes.
Además, la Liga de fútbol del Valle de los Ríos Apurímac, Ene y Mantaro agrupa a distritos del referido valle, tiene rango provincial y compite en la Liga Departamental de Ayacucho.
La siguiente lista incluye todas las ligas provinciales del Perú ordenados por departamento.

## Departamento deAmazonas[1]
Ligas activas 2015:
- Liga provincial de Bagua.
- Liga provincial de Bongará.
- Liga provincial de Chachapoyas.
- Liga provincial de Condorcanqui.
- Liga provincial de Luya.
- Liga provincial de Rodríguez de Mendoza.
- Liga provincial de Uctubamba.

## Departamento deÁncash[2]
Ligas activas 2015:
- Liga provincial de Huaraz.
- Liga provincial de Santa.
- Liga provincial de Aija.
- Liga provincial de Asunción.
- Liga provincial de Bolognesi.
- Liga provincial de Carhuaz.
- Liga provincial de Carlos Fermín Fitzcarrald.
- Liga provincial de Casma.
- Liga provincial de Huari.
- Liga provincial de Huarmey.
- Liga provincial de Huaylas.
- Liga provincial de Mariscal Luzuriaga.
- Liga provincial de Ocros.
- Liga provincial de Pomabamba.
- Liga provincial de Recuay.
- Liga provincial de Sihuas.
- Liga provincial de Yungay.

Otras ligas 2015:
- Liga provincial de Antonio Raimondi (inactiva).
- Liga provincial de Corongo (inactiva).
- Liga provincial de Pallasca (inactiva).

## Departamento deArequipa[3]
Ligas activas 2015:
- Liga provincial de Arequipa.
- Liga provincial de Camaná.
- Liga provincial de Caravelí.
- Liga provincial de Castilla.
- Liga provincial de Caylloma.
- Liga provincial de Condesuyos.
- Liga provincial de Islay.

Otras ligas 2015:
- Liga provincial de La Unión (inactiva).

## Departamento deAyacucho[4]
Ligas activas 2015:
- Liga provincial de Huamanga.
- Liga provincial de Cangallo.
- Liga provincial de Churcampa [Huancavelica].
- Liga provincial de Huanca Sancos.
- Liga provincial de Huanta.
- Liga provincial de La Mar.
- Liga provincial de Páucar del Sara Sara.
- Liga provincial de Sucre.
- Liga de Valle de los Ríos Apurímac y Ene.
- Liga provincial de Víctor Fajardo.
- Liga provincial de Vilcas Huamán.

## Departamento deCajamarca[5]
Ligas activas 2015:
- Liga provincial de Cajamarca.
- Liga provincial de Cajabamba.
- Liga provincial de Celendín.
- Liga provincial de Chota.
- Liga provincial de Contumazá.
- Liga provincial de Cutervo.
- Liga provincial de Hualgayoc.
- Liga provincial de Jaén.
- Liga provincial de San Ignacio.
- Liga provincial de San Marcos.
- Liga provincial de San Miguel.
- Liga provincial de San Pablo.
- Liga provincial de Santa Cruz.

## Departamento deCuzco
Ligas activas 2015:
- Liga provincial de Acomayo.
- Liga provincial de Anta.
- Liga provincial de Canas.
- Liga provincial de Canchis.
- Liga provincial de Calca.
- Liga provincial de Cusco.
- Liga provincial de Chumbivilcas.
- Liga Provincial de Fútbol de Espinar
- Liga provincial de La Convención
- Liga provincial de Quispicanchi
- Liga provincial de Paruro.
- Liga provincial de Paucartambo.
- Liga provincial de Urubamba.

## Provincia Constitucional del Callao[6]
Ligas activas 2015:
- Liga provincial de Callao.

## Departamento deHuancavelica[7]
Ligas activas 2024:
- Liga provincial de Huancavelica.

```
-liga distrital de ascension.
-liga distrital de huancavelica.
-liga distrital de yauli.
-liga distrital de acoria.
-liga distrital de quichuas.
-liga distrital de huando.
-liga distrital de ccasapata.
-liga distrital de huachocolpa.
-liga distrital de pampachacra.
```

- Liga provincial de Acobamba.

```
-liga distrital de acobamba.
-liga distrital de paucara.
-liga distrital de andabamba
-liga distrital tinquerccasa-sede paucara
```

- Liga provincial de Angaraes.

```
-liga distrital de lircay
```

- Liga provincial de Castrovirreyna.
- Liga provincial de Huaytará

Otras ligas 2024:
- Liga provincial de Churcampa (Participa en Ayacucho).
- Liga provincial de Tayacaja (Participa en Junín).

## Departamento deHuánuco[8]
Ligas activas 2015:
- Liga provincial de Huánuco.
- Liga provincial de Leoncio Prado.
- Liga provincial de Tocache [San Martín].
- Liga provincial de Ambo.
- Liga provincial de Dos de Mayo.
- Liga provincial de Huamalíes.
- Liga provincial de Pachitea.
- Liga provincial de Yarowilca.
- Liga provincial de Lauricocha.
- Liga provincial de Huacaybamba.

## Departamento deIca[9]
Ligas activas 2015:
- Liga provincial de Ica.
- Liga provincial de Chincha.
- Liga provincial de Lucanas [Ayacucho].
- Liga provincial de Parinacochas [Ayacucho].
- Liga provincial de Nasca.
- Liga provincial de Palpa.
- Liga provincial de Pisco.

## Departamento deJunín[10]
Ligas activas 2015:
- Liga provincial de Huancayo.
- Liga provincial de Chanchamayo.
- Liga provincial de Chupaca.
- Liga provincial de Concepción.
- Liga provincial de Jauja.
- Liga provincial de Junín.
- Liga provincial de Satipo.
- Liga provincial de Tarma.
- Liga provincial de Tayacaja [Huancavelica]
- Liga provincial de Yauli.

## Departamento deLa Libertad[11]
Ligas activas 2015:
- Liga provincial de Trujillo.
- Liga provincial de Ascope.
- Liga provincial de Chepén.
- Liga provincial de Otuzco y Julcán.
- Liga provincial de Pacasmayo.
- Liga provincial de Pataz.
- Liga provincial de Sánchez Carrión.
- Liga provincial de Santiago de Chuco.
- Liga provincial de Virú.
- Liga provincial de Gran Chimú

Otras ligas 2015:
- Liga provincial de Bolívar (inactiva).

## Departamento deLambayeque[12]
Ligas activas 2015:
- Liga provincial de Chiclayo.
- Liga provincial de Ferreñafe.
- Liga provincial de Lambayeque.

## Departamento deLima[13]
Ligas activas 2015:
- Liga provincial de Lima Metropolitana (Interligas de Lima ).
- Liga provincial de Barranca.
- Liga provincial de Canta

- Liga provincial de Cañete.
- Liga provincial de Huaral.
- Liga provincial de Huaura.
- Liga provincial de Huarochirí.
- Liga provincial de Yauyos.

Otras ligas 2015:
- Liga provincial de Cajatambo (inactiva).
- Liga provincial de Oyón (inactiva).

Ligas difuntas:
- Liga provincial de Lima (1926-1975)
- Liga Mayor de Lima (1975-1989)
- Región IX Metropolitana (1975-1989)

## Departamento deLoreto[14]
Ligas activas 2015:
- Liga provincial de Maynas.
- Liga provincial de Alto Amazonas.
- Liga provincial de Datem del Marañón.
- Liga provincial de Loreto.
- Liga provincial de Mariscal Ramón Castilla.
- Liga provincial de Requena.
- Liga provincial de Ucayali.

## Departamento deMadre de Dios[15]
Ligas activas 2015:
- Liga provincial de Tambopata.
- Liga provincial de Manu.
- Liga provincial de Tahuamanu.

## Departamento deMoquegua[16]
Ligas activas 2015:
- Liga provincial de General Sánchez Cerro.
- Liga provincial de Ilo.
- Liga provincial de Mariscal Nieto.

## Departamento dePasco[17]

### Liga Provincial de Daniel Alcídes Carrión
| Año  | Campeón                                     |
| ---- | ------------------------------------------- |
| 2009 | Santa Ana                                   |
| 2010 | Unión Minas                                 |
| 2011 | Deportivo Municipal (Yanahuanca)            |
| 2012 | Santa Ana                                   |
| 2013 | Real Santiago Allauca                       |
| 2014 | Real Santiago Allauca                       |
| 2015 | Deportivo Municipal (Yanahuanca)            |
| 2016 | Deportivo Municipal (Yanahuanca)            |
| 2017 | Deportivo Municipal (Yanahuanca)            |
| 2018 | Deportivo Municipal (Yanahuanca)            |
| 2019 | Deportivo Municipal (Yanahuanca)            |
| 2020 | Cancelado debido a la Pandemia del COVID-19 |
| 2021 | Cancelado debido a la Pandemia del COVID-19 |
| 2022 | Deportivo Municipal (Yanahuanca)            |
| 2023 |                                             |

### Liga Provincial de Oxapampa
| Año  | Campeón                                     |
| ---- | ------------------------------------------- |
| 2009 | Unión Palomar                               |
| 2010 | UNDAC FBC                                   |
| 2011 | Zona Industrial                             |
| 2012 | Zona Industrial                             |
| 2013 | Social Constitución                         |
| 2014 | Zona Industrial                             |
| 2015 | Deportivo Municipal (Oxapampa)              |
| 2016 | Deportivo Municipal (Oxapampa)              |
| 2017 | Social Constitución                         |
| 2018 | Zona Industrial                             |
| 2019 | AD Tecnológica                              |
| 2020 | Cancelado debido a la Pandemia del COVID-19 |
| 2021 | Cancelado debido a la Pandemia del COVID-19 |
| 2022 | Social Constitución                         |
| 2023 |                                             |

### Liga Provincial de Pasco
| Año  | Campeón                                     |
| ---- | ------------------------------------------- |
| 2009 | Sport Ticlacayán                            |
| 2010 | UNDAC                                       |
| 2011 | UNDAC                                       |
| 2012 | Rancas                                      |
| 2013 | Rancas                                      |
| 2014 | Ecosem Pasco                                |
| 2015 | Sociedad de Tiro 28                         |
| 2016 | Sport Ticlacayán                            |
| 2017 | Milenium                                    |
| 2018 | San Agustín                                 |
| 2019 | Juventud Municipal                          |
| 2020 | Cancelado debido a la Pandemia del COVID-19 |
| 2021 | Cancelado debido a la Pandemia del COVID-19 |
| 2022 | Once Caldas                                 |
| 2023 |                                             |

## Departamento dePiura[18]
Ligas activas 2015:
- Liga provincial de Piura.
- Liga provincial de Ayabaca.
- Liga provincial de Huancabamba.
- Liga provincial de Morropón.
- Liga provincial de Paita.
- Liga provincial de Sechura.
- Liga provincial de Sullana.
- Liga provincial de Talara.

## Departamento dePuno[19]
Ligas activas 2015:
- Liga provincial de Puno.
- Liga provincial de Azángaro.
- Liga provincial de Carabaya.
- Liga provincial de Chucuito.
- Liga provincial de El Collao.
- Liga provincial de Huancané.
- Liga provincial de Lampa.
- Liga provincial de Melgar.
- Liga provincial de Moho.
- Liga provincial de San Antonio de Putina.
- Liga provincial de San Román.
- Liga provincial de Sandia.
- Liga provincial de Yunguyo.

## Departamento deSan Martín[20]

### Liga Provincial de Bellavista
| Año  | Campeón                                     |
| ---- | ------------------------------------------- |
| 2009 | Deportivo Limón                             |
| 2010 | Cultural San Rafael                         |
| 2011 | Nacional de Tingo de Sapo                   |
| 2012 | Héctor Chumpitaz                            |
| 2013 | Defensor Tingo                              |
| 2014 | Deportivo Limón                             |
| 2015 | Héctor Chumpitaz                            |
| 2016 | Bellavista                                  |
| 2017 | Bellavista                                  |
| 2018 | Bellavista                                  |
| 2019 | Bellavista                                  |
| 2020 | Cancelado debido a la Pandemia del COVID-19 |
| 2021 | Cancelado debido a la Pandemia del COVID-19 |
| 2022 | Unión Cuzco                                 |
| 2023 | Academia CIMAC                              |

### Liga Provincial de El Dorado
| Año  | Campeón                                     |
| ---- | ------------------------------------------- |
| 2009 | Defensor Huaja                              |
| 2010 | Sub-20 de Shatoja                           |
| 2011 | Sargento Lores                              |
| 2012 | Asociación de Madereros                     |
| 2013 | Defensor San José                           |
| 2014 | Real San José                               |
| 2015 | Deportivo Kawana Sisa                       |
| 2016 | San José de Agua Blanca                     |
| 2017 | San José de Agua Blanca                     |
| 2018 | Unión Huancabamba                           |
| 2019 | El Dorado                                   |
| 2020 | Cancelado debido a la Pandemia del COVID-19 |
| 2021 | Cancelado debido a la Pandemia del COVID-19 |
| 2022 | El Dorado                                   |
| 2023 | Kawana Sisa                                 |

### Liga Provincial de Huallaga
| Año  | Campeón                                     |
| ---- | ------------------------------------------- |
| 2009 | Unión Saposoa                               |
| 2010 | Oriental Sporting                           |
| 2011 | Huallaga                                    |
| 2012 | Rafael Ríos Ruíz                            |
| 2013 | Unión Nacional                              |
| 2014 | Huallaga                                    |
| 2015 | Deportivo Municipal (Pasarraya)             |
| 2016 | Deportivo Municipal (Pasarraya)             |
| 2017 | Saposoa                                     |
| 2018 | Sargento Lores                              |
| 2019 | Yacusisa                                    |
| 2020 | Cancelado debido a la Pandemia del COVID-19 |
| 2021 | Cancelado debido a la Pandemia del COVID-19 |
| 2022 | Agua San Martín                             |
| 2023 | Cañabrava                                   |

### Liga Provincial de Lamas
| Año  | Campeón                                     |
| ---- | ------------------------------------------- |
| 2009 | Defensor Churuzapa                          |
| 2010 | Alianza Cuñumbuque                          |
| 2011 | Deportivo Ancohallo                         |
| 2012 | Deportivo Quilluallpa                       |
| 2013 | Luis Gómez                                  |
| 2014 | Leoncio Prado                               |
| 2015 | San José de Cuñumbuqui                      |
| 2016 | Hugo Hausewell                              |
| 2017 | Kechwas Lamistas                            |
| 2018 | Kechwas Lamistas                            |
| 2019 | Zaragoza                                    |
| 2020 | Cancelado debido a la Pandemia del COVID-19 |
| 2021 | Cancelado debido a la Pandemia del COVID-19 |
| 2022 | Atlético Deportivo Tabalosos                |
| 2023 | Kechwas Lamistas                            |

### Liga Provincial de Mariscal Cáceres
| Año  | Campeón                                     |
| ---- | ------------------------------------------- |
| 2009 | Deportivo Comercio                          |
| 2010 | Defensores La Merced                        |
| 2011 | Integración Magisterial                     |
| 2012 | Integración Magisterial                     |
| 2013 | Deportivo Cayena                            |
| 2014 | Atlético Nacional                           |
| 2015 | Cultural Cayena                             |
| 2016 | Defensor Shumanza                           |
| 2017 | Deportivo Comercio                          |
| 2018 | Defensor Shumanza                           |
| 2019 | Sport Loreto                                |
| 2020 | Cancelado debido a la Pandemia del COVID-19 |
| 2021 | Cancelado debido a la Pandemia del COVID-19 |
| 2022 | San Martín Pajarillo                        |
| 2023 | Cahuide                                     |

### Liga Provincial de Moyobamba
| Año  | Campeón                                     |
| ---- | ------------------------------------------- |
| 2009 | Atlético Belén                              |
| 2010 | San Juan                                    |
| 2011 | San Juan                                    |
| 2012 | Deportivo Hospital                          |
| 2013 | Walter Chávez                               |
| 2014 | Sport Soritor                               |
| 2015 | Constructora Trujillo                       |
| 2016 | Constructora Trujillo                       |
| 2017 | Academia Fortal                             |
| 2018 | Pesquero FC                                 |
| 2019 | AD Tahuishco                                |
| 2020 | Cancelado debido a la Pandemia del COVID-19 |
| 2021 | Cancelado debido a la Pandemia del COVID-19 |
| 2022 | Estudiantes de Ingeniería                   |
| 2023 | AD Tahuishco                                |

### Liga Provincial de Picota
| Año  | Campeón                                     |
| ---- | ------------------------------------------- |
| 2009 | Atlético Caspizapa                          |
| 2010 | Unión Picota                                |
| 2011 | FC Picota                                   |
| 2012 | Power Maíz                                  |
| 2013 | Deportivo Municipal (Picota)                |
| 2014 | Ciro Vargas                                 |
| 2015 | Unión Minas (Tres Unidos)                   |
| 2016 | Deportivo Cosmos                            |
| 2017 | José Carlos Mariátegui                      |
| 2018 | Sport Agraria                               |
| 2019 | Cultural Minas                              |
| 2020 | Cancelado debido a la Pandemia del COVID-19 |
| 2021 | Cancelado debido a la Pandemia del COVID-19 |
| 2022 | Inter Winge                                 |
| 2023 | Unión Picota                                |

### Liga Provincial de Rioja
| Año  | Campeón                                     |
| ---- | ------------------------------------------- |
| 2009 | Nueva Rioja                                 |
| 2010 | Unión Comercio                              |
| 2011 | Nueva Rioja                                 |
| 2012 | Sport Alto Mayo                             |
| 2013 | Olímpico                                    |
| 2014 | Olímpico                                    |
| 2015 | Nueva Rioja                                 |
| 2016 | Asociación Agrícola                         |
| 2017 | Deportivo Ucrania                           |
| 2018 | Deportivo Ucrania                           |
| 2019 | Nuevo Café Alto Mayo                        |
| 2020 | Cancelado debido a la Pandemia del COVID-19 |
| 2021 | Cancelado debido a la Pandemia del COVID-19 |
| 2022 | Atlético Awajun                             |
| 2023 | Nuevo Café Alto Mayo                        |

### Liga Provincial de San Martín
| Año  | Campeón                                     |
| ---- | ------------------------------------------- |
| 2009 | Unión Tarapoto                              |
| 2010 | Unión César Vallejo                         |
| 2011 | Sport San Juan                              |
| 2012 | UNSM                                        |
| 2013 | Deportivo Cali                              |
| 2014 | Deportivo Cali                              |
| 2015 | Unión Tarapoto                              |
| 2016 | Unión César Vallejo                         |
| 2017 | Santa Rosa                                  |
| 2018 | Unión Tarapoto                              |
| 2019 | Deportivo Tumi                              |
| 2020 | Cancelado debido a la Pandemia del COVID-19 |
| 2021 | Cancelado debido a la Pandemia del COVID-19 |
| 2022 | Shuta Boys                                  |
| 2023 | Unión Tarapoto                              |

## Departamento deTacna[21]

### Liga Provincial de Candarave
| Año  | Campeón                                     |
| ---- | ------------------------------------------- |
| 2009 | Unión Ancocala                              |
| 2010 | Social Santa Cruz                           |
| 2011 | Sport Nevados                               |
| 2012 | Deportivo Curibaya                          |
| 2013 | 4 de Diciembre                              |
| 2014 | Social Santa Cruz                           |
| 2015 | San Pedro                                   |
| 2016 | Social Santa Cruz                           |
| 2017 | Unión Totora                                |
| 2018 | Municipal Patapatani                        |
| 2019 | Social Santa Cruz                           |
| 2020 | Cancelado debido a la Pandemia del COVID-19 |
| 2021 | Cancelado debido a la Pandemia del COVID-19 |
| 2022 | Social Santa Cruz                           |
| 2023 | Juventud Alba Roja                          |

### Liga Provincial de Jorge Basadre
| Año  | Campeón                                     |
| ---- | ------------------------------------------- |
| 2009 | Unión Mirave                                |
| 2010 | Unión Mirave                                |
| 2011 | Juventud Locumba                            |
| 2012 | Deportivo Borogueña                         |
| 2013 | Juventud Locumba                            |
| 2014 | Deportivo Municipal (Locumba)               |
| 2015 | Sport Junior                                |
| 2016 | Unión Mirave                                |
| 2017 | Juventud Locumba                            |
| 2018 | Juventud Locumba                            |
| 2019 | Unión Mirave                                |
| 2020 | Cancelado debido a la Pandemia del COVID-19 |
| 2021 | Cancelado debido a la Pandemia del COVID-19 |
| 2022 | Unión Mirave                                |
| 2023 | Real Caleta                                 |

### Liga Provincial de Tacna
| Año  | Campeón                                     |
| ---- | ------------------------------------------- |
| 2008 | Coronel Bolognesi                           |
| 2009 | Mariscal Miller                             |
| 2010 | River Plate                                 |
| 2011 | Mariscal Miller                             |
| 2012 | Deportivo Credicoop                         |
| 2013 | Coronel Bolognesi                           |
| 2014 | Deportivo Credicoop                         |
| 2015 | Coronel Bolognesi                           |
| 2016 | Coronel Bolognesi                           |
| 2017 | Coronel Bolognesi                           |
| 2018 | Unión Alfonso Ugarte                        |
| 2019 | Orión                                       |
| 2020 | Cancelado debido a la Pandemia del COVID-19 |
| 2021 | Cancelado debido a la Pandemia del COVID-19 |
| 2022 | Virgen de la Natividad                      |
| 2023 | EGB Tacna Heroica                           |

### Liga Provincial de Tarata
| Año  | Campeón                                     |
| ---- | ------------------------------------------- |
| 2009 | Atlético Yabroco                            |
| 2010 | Águilas Melgar                              |
| 2011 | Independiente Susapaya                      |
| 2012 | Defensor Tarata                             |
| 2013 | General Salaverry                           |
| 2014 | Centauro                                    |
| 2015 | Tigres de Ticaco                            |
| 2016 | Águilas Melgar                              |
| 2017 | Defensor Ticaco                             |
| 2018 | Águilas Melgar                              |
| 2019 | Águilas Melgar                              |
| 2020 | Cancelado debido a la Pandemia del COVID-19 |
| 2021 | Cancelado debido a la Pandemia del COVID-19 |
| 2022 | Águilas Melgar                              |
| 2023 | Águilas Melgar                              |

## Departamento deTumbes[22]

### Liga Provincial de Contralmirante Villar
| Año  | Campeón                                     |
| ---- | ------------------------------------------- |
| 2009 | Barza                                       |
| 2010 | José Peña Herrera                           |
| 2011 | José Peña Herrera                           |
| 2012 | Sport Bocapán                               |
| 2013 | Cultural Libertad                           |
| 2014 | José Peña Herrera                           |
| 2015 | Sport Progresista                           |
| 2016 | Cultural Libertad                           |
| 2017 | Barcelona                                   |
| 2018 | Barcelona                                   |
| 2019 | Alianza Zorritos                            |
| 2020 | Cancelado debido a la Pandemia del COVID-19 |
| 2021 | Cancelado debido a la Pandemia del COVID-19 |
| 2022 | Sport Progresista                           |
| 2023 | Academia Quevedo                            |

### Liga Provincial de Tumbes
| Año  | Campeón                                     |
| ---- | ------------------------------------------- |
| 2009 | Defensor San José                           |
| 2010 | Alianza Triunfina                           |
| 2011 | Alejandro Villanueva                        |
| 2012 | San Martín                                  |
| 2013 | Atlético Tumbes                             |
| 2014 | Cristal Tumbes                              |
| 2015 | Defensor Progreso                           |
| 2016 | Eduardo Ávalos                              |
| 2017 | Renovación Cerro Blanco                     |
| 2018 | Estrella Roja                               |
| 2019 | Renovación Cerro Blanco                     |
| 2020 | Cancelado debido a la Pandemia del COVID-19 |
| 2021 | Cancelado debido a la Pandemia del COVID-19 |
| 2022 | Leoncio Prado                               |
| 2023 | Renovación Pacifico                         |

### Liga Provincial de Zarumilla
| Año  | Campeón                                     |
| ---- | ------------------------------------------- |
| 2009 | Comercial Aguas Verdes                      |
| 2010 | Independiente Aguas Verdes                  |
| 2011 | Sport Miraflores                            |
| 2012 | Sport Bolognesi                             |
| 2013 | Unión Deportiva Chulucanas                  |
| 2014 | Sport Unión                                 |
| 2015 | Sport Unión                                 |
| 2016 | Comercial Aguas Verdes                      |
| 2017 | Sport Unión                                 |
| 2018 | Ferrocarril                                 |
| 2019 | 24 de Julio                                 |
| 2020 | Cancelado debido a la Pandemia del COVID-19 |
| 2021 | Cancelado debido a la Pandemia del COVID-19 |
| 2022 | Ferrocarril                                 |
| 2023 | Halcones del Norte                          |

## Departamento deUcayali[23]

### Liga Provincial de Atalaya
| Año  | Campeón                                     |
| ---- | ------------------------------------------- |
| 2009 | Deportivo Municipal (Atalaya)               |
| 2010 | Deportivo Municipal (Atalaya)               |
| 2011 | Deportivo Municipal (Atalaya)               |
| 2012 | Defensor Bolognesi                          |
| 2013 | Deportivo Hospital                          |
| 2014 | Deportivo Municipal (Atalaya)               |
| 2015 | Deportivo Municipal (Atalaya)               |
| 2016 | Deportivo Municipal (Atalaya)               |
| 2017 | Miguel Grau                                 |
| 2018 | Deportivo Municipal (Atalaya)               |
| 2019 | Tecnológico                                 |
| 2020 | Cancelado debido a la Pandemia del COVID-19 |
| 2021 | Cancelado debido a la Pandemia del COVID-19 |
| 2022 | San Antonio                                 |
| 2023 | Atlético Raimondi                           |

### Liga Provincial de Coronel Portillo
| Año  | Campeón                                     |
| ---- | ------------------------------------------- |
| 2009 | Deportivo Bancos                            |
| 2010 | Atlético Pucallpa                           |
| 2011 | Unión Miraflores                            |
| 2012 | Mariano Santos                              |
| 2013 | Deportivo Bancos                            |
| 2014 | Sport Loreto                                |
| 2015 | Deportivo Municipal (Callería)              |
| 2016 | UNU                                         |
| 2017 | Pucallpa FC                                 |
| 2018 | UNU                                         |
| 2019 | Colegio Comercio                            |
| 2020 | Cancelado debido a la Pandemia del COVID-19 |
| 2021 | Cancelado debido a la Pandemia del COVID-19 |
| 2022 | Colegio Comercio                            |
| 2023 | Nuevo Pucallpa                              |
| 2024 | Rauker FC                                   |
| 2025 | Colegio Comercio                            |

### Liga Provincial de Padre Abad
| Año  | Campeón                                     |
| ---- | ------------------------------------------- |
| 2009 | Sport Pilsen                                |
| 2010 | Sport Boquerón                              |
| 2011 | Defensor San Alejandro                      |
| 2012 | Fernando Carbajal                           |
| 2013 | Colegio Agropecuario                        |
| 2014 | Deportivo Otorongo                          |
| 2015 | Deportivo Municipal (Aguaytía)              |
| 2016 | Defensor Neshuya                            |
| 2017 | Cocaleros                                   |
| 2018 | Deportivo Municipal (Aguaytía)              |
| 2019 | Deportivo Municipal (Aguaytía)              |
| 2020 | Cancelado debido a la Pandemia del COVID-19 |
| 2021 | Cancelado debido a la Pandemia del COVID-19 |
| 2022 | Defensor San Alejandro                      |
| 2023 | Valle Shambillo                             |

### Liga Provincial de Puerto Inca(Huánuco Province)
| Año  | Campeón                                     |
| ---- | ------------------------------------------- |
| 2009 | Luis Benjamín Cisneros                      |
| 2010 | Sport Andino                                |
| 2011 | Luis Benjamín Cisneros                      |
| 2012 | Puerto 3 de Octubre                         |
| 2013 | Puerto 3 de Octubre                         |
| 2014 | Puerto Victoria                             |
| 2015 | Luis Benjamín Cisneros                      |
| 2016 | Colegio Nacional Honoria                    |
| 2017 | La Paz                                      |
| 2018 | Defensor El Codo                            |
| 2019 | Nueva Victoria                              |
| 2020 | Cancelado debido a la Pandemia del COVID-19 |
| 2021 | Cancelado debido a la Pandemia del COVID-19 |
| 2022 | La Paz                                      |
| 2023 | Escuela Municipal Tournavista               |

## Enlaces
- Bases Campeonato 2022, Etapa Provinciales Pag.9
- Bases Campeonato 2019-Etapa Provincial
- Bases 2017/2018, Etapa Provinciales Pag.8

- Datos: Q16591572